# Szefowie wrogowie 2
Szefowie wrogowie 2 (ang. Horrible Bosses 2) – amerykański film komediowy z 2014 roku będący kontynuacją filmu Szefowie wrogowie z 2011 roku.

## Fabuła
Mając po uszy pracy pod dyktando szefów, Nick (Jason Bateman), Dale (Charlie Day) i Kurt (Jason Sudeikis) postanawiają tym razem przejąć ster i założyć własny biznes. Wkrótce jednak ich plany krzyżuje przebiegły inwestor. Oszukani, zdesperowani i bez możliwości dochodzenia swoich praw, trzej niedoszli przedsiębiorcy opracowują plan porwania dorosłego syna inwestora w celu odzyskania kontroli nad firmą.

## Obsada
- Jason Bateman - Nick Hendricks
- Jason Sudeikis - Kurt Buckman
- Charlie Day - Dale Arbus
- Chris Pine - Rex Hanson
- Jennifer Aniston - Dr. Julia Harris
- Jamie Foxx - Dean Jones
- Kevin Spacey - David Harken
- Christoph Waltz - Bert Hanson
- Jonathan Banks - Detective Hatcher
- Lindsay Sloane - Stacy Arbus
- Keegan-Michael Key - Mike
- Kelly Stables - Rachel

## Odbiór

### Box office
Budżet filmu jest szacowany na 42 milionów dolarów. W Stanach Zjednoczonych i w Kanadzie film zarobił ponad 54 mln USD. W innych krajach zyski wyniosły ponad 53 mln, a łączny zysk ponad 107 mln dolarów.

### Krytyka w mediach
Film spotkał się z mieszaną reakcją krytyków. W serwisie Rotten Tomatoes 33% z 153 recenzji jest pozytywne, a średnia ocen wyniosła 4.6/10. Na portalu Metacritic średnia ocen z 36 recenzji wyniosła 40 punktów na 100.